# Leksell Gamma Knife

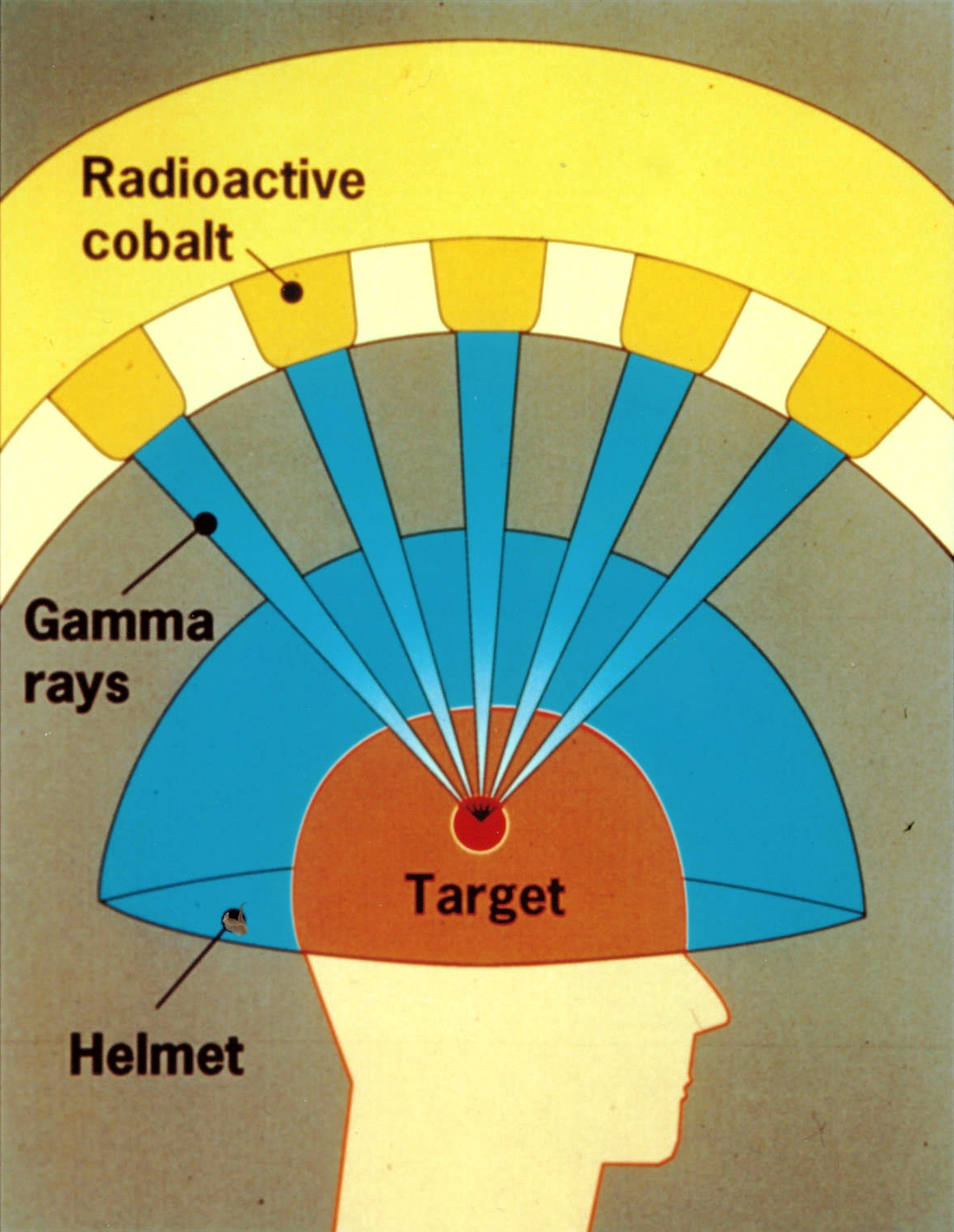
Illustration av strålkniven.

Leksell Gamma Knife är en så kallad strålkniv som säljs av Elekta utvecklad av professorn i strålningsbiologi,
Börje Larsson på Uppsala Universitet och neurokirurgen Lars Leksell på Karolinska Universitetssjukhuset. Kniven används för strålbehandling av mål i hjärnan, till exempel tumörer. Strålningen (kobolt 60, gammastrålning) träffar tumörcellerna med hög koncentration och precision, vilket gör att tumören dör medan kringliggande frisk vävnad skonas.